# Bratske
Bratske (ukrainien : Братське, russe : Бра́тское) est une commune urbaine de l'oblast de Mykolaïv, en Ukraine. Elle compte 5 000 habitants en 2024.